# Potkozlovača
Potkozlovača (en serbe cyrillique : Поткозловача) est un village de Bosnie-Herzégovine. Il est situé dans la municipalité de Han Pijesak dans la république serbe de Bosnie. Selon les premiers résultats du recensement bosnien de 2013, il compte 21 habitants.

## Démographie

### Répartition de la population par nationalités (1991)
En 1991, le village comptait 52 habitants, tous serbes.